# 東京地震8.0
《東京地震8.0》（日语：東京マグニチュード8.0）是由橘正紀執導的日本電視動畫，於2009年7月起在日本富士電視台的noitaminA播出。故事以發生在東京的一起規模8.0的虛構地震為契機，透過主角們的互動，將體驗過大震災的人痛切感受到的想法融入作品，兼具正面教育意義，喚起大家對地震災害的防災意識。獲選為2009年第十三屆日本新媒體動漫藝術節動畫部門優秀獎。
香港於2010年11月5日起，由J2播出。台灣於2011年3月19日起，由衛視電影台剪輯成上下兩集，以日語播出；2011年7月時，公視亦將其剪輯成兩集，以國語和日語進行雙語播出，8月再次播出時因時間分配而剪成三集。

## 劇情大綱
就讀於六華女學院（現實：東洋英和女學院大學）初中一年級的小野澤未來對未來感到徬徨，她不知道自己該成為什麼樣的人，並對自己的處境感到心煩。暑假期間，她和弟弟悠貴一起到江東區御台場人工島參觀機器人展，悠貴挑了給母親的生日禮物，在悠貴上廁所時，未來在手機上輸入「這種世界乾脆崩壞吧」字串，旋即就遭逢芮氏規模達8.0的地震，會場應聲倒塌、彩虹橋在她眼前斷裂，似乎與她對未來的絕望感相互呼應。
地震停止，未來進入斷垣殘壁中尋找弟弟，過程中，她和之前於禮品店巧遇的女性送貨員–日下部真理一同行動，兩人在費盡一番苦心後終尋獲悠貴。三人比肩一起徒步返家，但她們才剛啟程不久，便發現這座城市的危險程度遠超過她們的想像。三人離開台場後，到了發放物資的補給站。未來和悠貴發生爭執，並一度因為東京鐵塔倒塌而陷入困境，悠貴為保護姊姊遭鐵塔碎塊擊中頭部而受傷，未來及悠貴脫險後真理會合。晚上，三人在未來就讀的學校避難，她們不斷受到餘震侵擾，並因為聽到別人的親屬過世的消息而感到難過。三人抵達真理工作的快遞公司，真理因為貧血一度失去意識，真理的同事川崎彩回到公司，彩向真理保證會照顧未來和悠貴，並希望真理先回去找自己的女兒雛，但真理放不下姊弟倆。
救災機器人在災區救災，讓悠貴十分著迷，結識了同樣喜歡機器人的新朋友健斗。不久後悠貴因先前頭部的創傷不支倒地，被送入醫院隨即身亡，但悠貴的靈魂不願讓未來傷心，遂積極營造自己還活在世間的假象。三人到了真理小姐位於三軒茶屋的家，發現她的家已經全毀，並得知該地的災民和遺體都被安置在附近的小學，她們抵達學校後找到兩具身分不明的遺體，真理不願相信她們是自己的母親和女兒。但悠貴相信她們仍活著，之後他在另一間小學發現雛，真理與女兒團聚後，又在當地一家醫院找到母親，並留下來照顧她們。未來和悠貴繼續尋找父母，未來寫下留言向真理表示感謝，並表示希望她們可以再見面。
在返家的卡車上，悠貴試圖談起自己的死亡，但未來要他不要胡說八道，並表示如果悠貴去世，自己會非常難過。她們回到故鄉後遇到朋友，並得知父母被安置在附近的小學，而父親因傷住院。在該集結尾，悠貴終於告訴未來，表示自己在醫院時就已經死了。未來和悠貴回到家中，未來與父母團聚，而悠貴的靈魂也升天了。一個月後，東京各處逐漸從地震的傷痛中走出，未來的生活也回歸正軌。真理造訪了小野澤家，將悠貴的背包和未來的手機交給未來，未來從裡面發現一則悠貴發給自己的手機簡訊，簡訊中表示希望自己也能有手機，這樣即使他們分離後也能聯絡。未來把悠貴挑的禮物送給母親。在未來替悠貴種的七葉樹澆水時，她想起了悠貴，她知道自己必須向前邁進，並相信悠貴在看著自己。

## 登場角色
小野澤未来（Onozawa Mirai）　聲優： 日本：花村美／香港：張頌欣／台灣：丘梅君
13歲的中學1年級學生，就讀於名門中學六華女學院。討厭自己的名字（因認為自己的「未來」一片茫然），個性孤僻，有悲觀的人生心態，平時用手機與朋友進行簡訊交談（亦暗示了她不善於交朋友的一面），與雙親及手足的關係亦不甚良好，直到東京地震後，受真理小姐熱情相助及弟弟為保護自己而傷逝，才改變了她原本絕望的觀念。
小野澤悠貴（Onozawa Yūki)）　聲優： 日本：小林由美子／香港：高可慧／台灣：吳貴竹
未來的弟弟。8歲的小學3年級學生。不太會使用書法（因此用書法寫出來的字一向都是大大粗粗的）。體諒、聰明、為別人著想。喜歡機器人。在东京铁塔因地震而倒下時，悠贵为了保护姐姐而遭坠落的碎块砸伤，但当时缺乏医护人员诊断，大家也以为只是普通撞伤而没有特别在意，稍作休息包扎后便继续上路。悠贵自己也为了不想耽误行程一路隐忍痛楚。一直夢想能全家到台場看橋。
日下部真理（聲優： 日本：甲斐田裕子／香港：黃玉娟／台灣：陳季霞）
又稱草碧真理。32歲的機車快遞員，家住東京都世田谷區。有一個5歲（劇中為4歲）的孩子，單身母親。看到有為難的人，就會熱心幫忙。和小野澤姐弟相遇，地震後一起行動。
瀧川克里斯特爾（聲優： 日本：瀧川克里斯特爾／香港：許盈）
現實中存在的新聞節目主持人。在本作中作為傳達地震發生的現場情況的播報員角色，日本聲優也是其本人。
小野澤誠司（聲優：中博史／香港：李錦綸）
未來的父親。
小野澤雅美（聲優：井上喜久子／香港：沈小蘭）
未來的母親。自己的生日買了小蛋糕，不過未來覺得生日時還是圓的大蛋糕好。最後一集收到了悠貴生前與未來挑的花狀髮飾以及悠貴所畫的全家福。
川崎彩（聲優：野中藍／香港：曾佩儀）
真理的同事。
野野宮健斗（聲優：濱添伸也／香港：李凱傑）
中學1年級學生，在救災現場描寫機器人的各種設計和解析圖，因碰到同樣喜歡機器人的悠貴而很愉快的聊起來，被未來稱為機器人御宅族（宅男）。後來為了救機器人而身陷危險，在危急時刻被未來所救。
日下部和代（聲優：水落幸子／香港：袁淑珍）
真理丈夫的母亲。在到達避難所之後，不顧一切都要回到家，為了救出親人的牌位。
日下部雛（聲優：山口愛／香港：陳皓宜）
日下部真理的女兒，在大地震後，生死未卜，但在動畫第9話中，在悠贵（靈魂）的引導下，讓未來在避難所（幼稚園）找到並與母親同聚。
惠（聲優：高平成美）
未来的同學。在避難所遇到未來，母親因為這次大地震而喪生。
川島 一樹（聲優：澤城美雪／香港：林丹鳳）
悠貴的同學。與悠貴一起寫七叶樹的觀察日記。最後把觀察日記交給未來。
古市 匡司（聲優：青野武）
在大地震後，他們的孫子都在地震中罹難，使悲傷化為力量，災後在未來的學校-六華女學院內擔任志願者，替災後的服務。
古市 美佐子（聲優：望木祐子）
古市匡司的妻子。在大地震後，他們的孫子都在地震中罹難，使悲傷化為力量，災後在未來的學校——六華女學院內擔任志願者，作災後的服務。
第五集，餘震發生時看著未來和悠貴，喊著小千（芝女）、小孝（光仔），在得知其他志願者的幫忙說明後才知道他們的孫子來東京玩碰上大地震去世，此時未來內心此時有複雜的心情。

## 製作
影像製作除了向東京消防廳、海上保安廳、陸上自衛隊等進行綿密的取材外，更深入受災地區，以龐大綿密的採訪資料與人員訪問為基礎，包括街道、救助、支援的狀況，真實描繪地震與二次災害的恐怖，傳達不只是故事中的世界，也有可能是未來現實的動畫影像。不僅僅是單純的災難作品，更多的是連繫人與人心的牽絆，細膩刻畫角色性格與人性，從小孩子的觀點講述如何跨越發生在自己身邊的巨大變化，家人的重要帶來的感動。
2009年7月在日本富士電視台「noitaminA」播出，第一話創下日本深夜動畫首集最高收視率5.8%的驚人收視率，同時《東京地震8.0》更是登上了日本地區的防災海報於日本全國發出外，並由電視系列重新再剪輯的《東京地震8.0總集篇》的影片，預定往後在各地區的防災宣傳活動時舉行上映。

## 主題曲
片頭曲
作詞：西川貴教，作曲：柴崎浩，編曲、歌：abingdon boys school
片尾曲「M/elody」
作詞、作曲：辻詩音，編曲：mw，歌：辻詩音

## 各話列表
| 話数 | 日文標題 | 中文標題       | TVB標題      | 劇本                | 分鏡              | 演出            | 作畫監督                                                     |
| ---- | -------- | -------------- | ------------ | ------------------- | ----------------- | --------------- | ------------------------------------------------------------ |
| 1    |          | 台場、沉沒     | 台場，陷落   | 高橋奈津子          | 橘正紀            | 北條史也        | 野崎敦子                                                     |
| 2    |          | 毀壞的、世界   | 世界，毀滅   | 高橋奈津子 加藤陽一 | 山本秀世          | 德土大介        | 肥塚正史                                                     |
| 3    |          | 燃燒的、橋     | 大橋，燃燒   | 高橋奈津子          | 伊藤秀樹          | 伊藤秀樹        | 長谷部敦志、服部聰志 荒川真嗣（背景）                        |
| 4    |          | 三個人的、約定 | 三人的，約定 | 高橋奈津子 數井浩子 | 笹木信作          | 下司泰弘        | 秋谷有紀惠 荒川真嗣（背景）                                  |
| 5    |          | 慟哭的、學舍   | 校舍，悲鳴   | 高橋奈津子          | 德土大介          | 德土大介        | 南伸一郎、新垣一成、萩原弘光 岡戶智凱（道具）                |
| 6    |          | 捨棄的、選擇   | 離棄的，抉擇 | 加藤陽一            | 木村延景          | 木村延景        | 相馬滿、武内啓                                               |
| 7    |          | 夏日黃昏       | 夏天的黃昏   | 數井浩子            | 橘正紀            | 北條史也        | 野崎敦子、肥塚正史 德田夢之助（機器人） 荒川真嗣（手機佈局） |
| 8    |          | 純白的早晨     | 慘白的早晨   | 高橋奈津子          | 山本英世          | 佐佐木忍 矢花肇 | 佐久間信一、高橋晃 秋谷有紀惠、加藤園、成田ミミ太            |
| 9    |          | 今天、再見     | 今天，別了   | 高橋奈津子          | 柳沼和良 西村純二 | 伊藤秀樹        | 伊藤秀樹、服部聰志                                           |
| 10   |          | 姊姊、那個啊   | 姐姐，其實我 | 高橋奈津子          | 數井浩子          | 渡邊正彦        | 門智昭、星野尾高廣 清水明日香、胡陽樹 岡戶智凱（機器人）     |
| 11   |          | 給悠貴…        | 給悠貴…      | 高橋奈津子          | 野村和也          | 野村和也        | 野崎敦子、秋谷有紀惠 長谷部敦志                              |

## 播放電視台
日本深夜動畫：下文記載的日本国内播放時間使用日本標準時間（UTC+9）表示。因為部分時間标识會採用30小时制，因此請留意这类超过24:00的时间，其實際播放時間為翌日清晨。
| 播放地域   | 電視台         | 播放期間                 | 播放時間                   | 備註                     |
| ---------- | -------------- | ------------------------ | -------------------------- | ------------------------ |
| 關東廣域圈 | 富士電視台     | 2009年7月9日 - 9月17日   | 星期四 24時45分 - 25時15分 | 製作電視台               |
| 近畿廣域圈 | 關西電視台     | 2009年7月14日 - 9月29日  | 星期二 25時35分 - 26時05分 |                          |
| 中京廣域圈 | 東海電視台     | 2009年7月16日 - 9月24日  | 星期四 26時05分 - 26時35分 |                          |
| 熊本縣     | 熊本電視台     | 2009年7月21日-9月29日    | 星期二 26時05分 - 26時35分 |                          |
| 佐賀縣     | 佐賀電視台     | 2009年7月22日 - 10月21日 | 星期三 24時35分 - 25時05分 |                          |
| 福岡縣     | 西日本電視台   | 2009年7月22日 - 9月30日  | 星期三 26時15分 - 26時45分 |                          |
| 新潟縣     | 新潟綜合電視台 | 2009年7月23日 - 10月1日  | 星期三 25時55分 - 26時25分 |                          |
| 山形縣     | 櫻桃電視台     | 2009年8月8日 - 10月24日  | 星期六 25時05分 - 25時35分 |                          |
| 長崎縣     | 長崎電視台     | 2009年8月21日 - 11月13日 | 星期五 26時20分 - 26時50分 |                          |
| 北海道     | 北海道文化放送 | 2009年10月4日 - 12月20日 | 星期日 25時40分 - 26時10分 |                          |
| 香港       | J2             | 2010年11月5日－12月10日  | 星期五 21:30－22:30        | 11月5日改為 22:00－22:30 |
| 臺灣       | 衛視電影台     | 2011年3月19日－3月20日   | 星期六、日 21:00－23:30    |                          |
| 臺灣       | 衛視中文台     | 2011年3月21日－3月28日   | 星期一至四 19:00－20:00    |                          |

## 類似事件
- 311東日本大震災
- 阪神大地震

## 外部連結
- （日語）官方網站 （页面存档备份，存于）
- （繁體中文）台灣衛視電影台 東京地震8.0 官方網站[永久]